# Tit și Gordian, episcopi ai Tomisului
Tit și Gordian au trăit în secolele al III-lea–al IV-lea, păstorind pe rând, Eparhia Tomisului, se pare până în jurul anilor 320–323, în timpul persecuțiilor împăratului Liciniu, cei doi fiind originari din Cappadocia.

## Tit, episcopul Tomisului
Ca episcop al Tomisului, Tit a păstorit locuitorii din Dobrogea timp de mai mult de zece ani (probabil începând din anul 304), urmându-i Episcopului Efrem din Tomis, propovăduind creștinismul, catehizând și botezând o mare parte a populației barbare de la gurile Dunării.
Fiind creștin, episcopul Tit a fost denunțat armatei împăratului Liciniu, fiind prins de soldații acestuia, chinuit și înecat in Marea Neagră, rămășițele sale fiind mai apoi luate de către ucenicii săi și de alți creștini și îngropate în Cetatea Tomisului. Bisericile creștine îl comemorează în ziua de 3 ianuarie.

## Gordian, episcopul Tomisului
Gordian i-a urmat lui Tit în scaunul episcopal al Tomisului, continuând cu o și mai mare râvnă eforturile acestuia de creștinare a daco-romanilor din Dacia Pontica. Văzând reușitele strădaniei sale, împaratul Liciniu a ordonat întemnițarea episcopului, urmând, ca în timpul persecuțiilor sale împotriva creștinilor din anii 320–323 să i se taie capul împreună cu alți cinci martiri creștini, Macrobiu, Helia, Zotic, Lucian și Valerian, în ziua de 15 septembrie, sinaxarele ortodoxe grecești și românești pomenindu-l împreună cu aceștia în data de 13 septembrie.